# Live in Hyde Park (King Crimson)
Live in Hyde Park is een registratie van een van de eerste liveconcerten van de Britse groep King Crimson.
King Crimson heeft al een paar optreden verzorgd (bijvoorbeeld in The Marquee Club) als zij optreden als voorprogramma van de Rolling Stones. Dit album is een opname gemaakt tijdens hun deel van het concert. De opnamen zijn van redelijke kwaliteit, zeker voor liveopnamen uit 1969. De schatting van het aantal bezoekers loopt sterk uiteen; van 250.000 tot 500.000; zeker is dat hun naam vanaf dan gevestigd is.

## Musici
- Robert Fripp – gitaar
- Ian McDonald – blaasinstrumenten, toetsen, mellotron en zang
- Greg Lake – basgitaar en leadzang
- Michael Giles – drums, percussie en zang
- Peter Sinfield verzorgde de lichtshow

## Composities
1. 21st Century Schizoid Man
2. In the Court of the Crimson King
3. Get Thy Bearings
4. Epitaph
5. Mantra
6. Travel Weary Capricorn
7. Mars
8. Een gesprek van de leden van de band tijdens een reünie in 1997
9. 21st Century Schizoid Man

## Trivia
- Get the Bearings is een compositie van Donovan.
- De laatste track is een opname in de Morgan Studios in Londen voor de opnamen van hun eerste lp; het is een instrumentale versie; deze versie had ook zo op de lp gekund.
- Mars is een bewerking van het deel Mars uit de The Planets van Gustav Holst.

Jaren 60: mei, juni 1969; Marquee Londen · 5 juli 1969; Hyde Park Londen · 21/22 november 1969; San Francisco
Jaren 70: 11 mei 1971; Plymouth · 10 augustus 1971; Marquee Londen · 16 oktober 1971; Brighton · 13 december 1971; Detroit · 26 februari 1972: Jacksonville · 27 februari 1972;Orlando · 12 maart 1972; Denver radio · 13 maart 1972; Denver live · 27 maart 1972; Boston · 13 oktober 1972; Frankfurt am Main · 17 oktober 1972; Bremen · 13 november 1972; Guildford · 15 november 1973; Zürich · 29 maart 1974; Heidelberg · 30 maart 1974; Mainz · 1 april 1974: Kassel · 24 juni 1974, Toronto· 1 juli 1974, New York
Jaren 80: 30 april 1981; Bath · 30 juli 1982; Philadelphia · 2 augustus 1982; New York · 13 augustus 1982; Berkeley · 25 augustus 1982; Cap D’Agde · 29 september 1982; München · 17-30 januari 1983; studiowerk · mei-november 1983
Jaren 90: VROOOM sessies;april/mei 1994; studio · 1 juli 1995; Wiltern · 20-25 november 1995; Broadway · 29 november 1995; Chicago · 26 augustus 1996; 2e maal Philadelphia · mei 1997; Nashville studio · 1-4 december 1997 (P1) · 4 juni 1998; Chicago (P2) · 1 juli 1998; Northampton (P2) · 1 november 1998; San Francisco (P4) · 25 maart 1999; Austin (P3)
Jaren vanaf 2000: 11 juni 2000; Warschau · 9/10 november 2001; Nashville live · 3 maart 2003: Alexandria (P3) · april 2003 · najaar 2003; Japan · 20 juni 2003; Milaan · 16 november 2003; New Haven ·  28 juni 2017; Chicago